# Хустинка (гра)
Хустинка — традиційна дитяча гра, яку часто вперше вивчають у дошкільному закладі або дитячому садку. Пізніше гру можна адаптувати для проведення на ігровому майданчику для молодших школярів. Її суть полягає в тому, щоб один гравець, який є ведучим, непомітно підкинув хустинку за спини інших гравців, що сидять у колі, а потім ведучий має втекти від того, кому підкинуто хустинку, та сісти на його місце.Це дуже давня дитяча гра. Її можна довести від часів раннього Середньовіччя.

## Основна концепція
Етапи гри:

Схематичне зображення кола

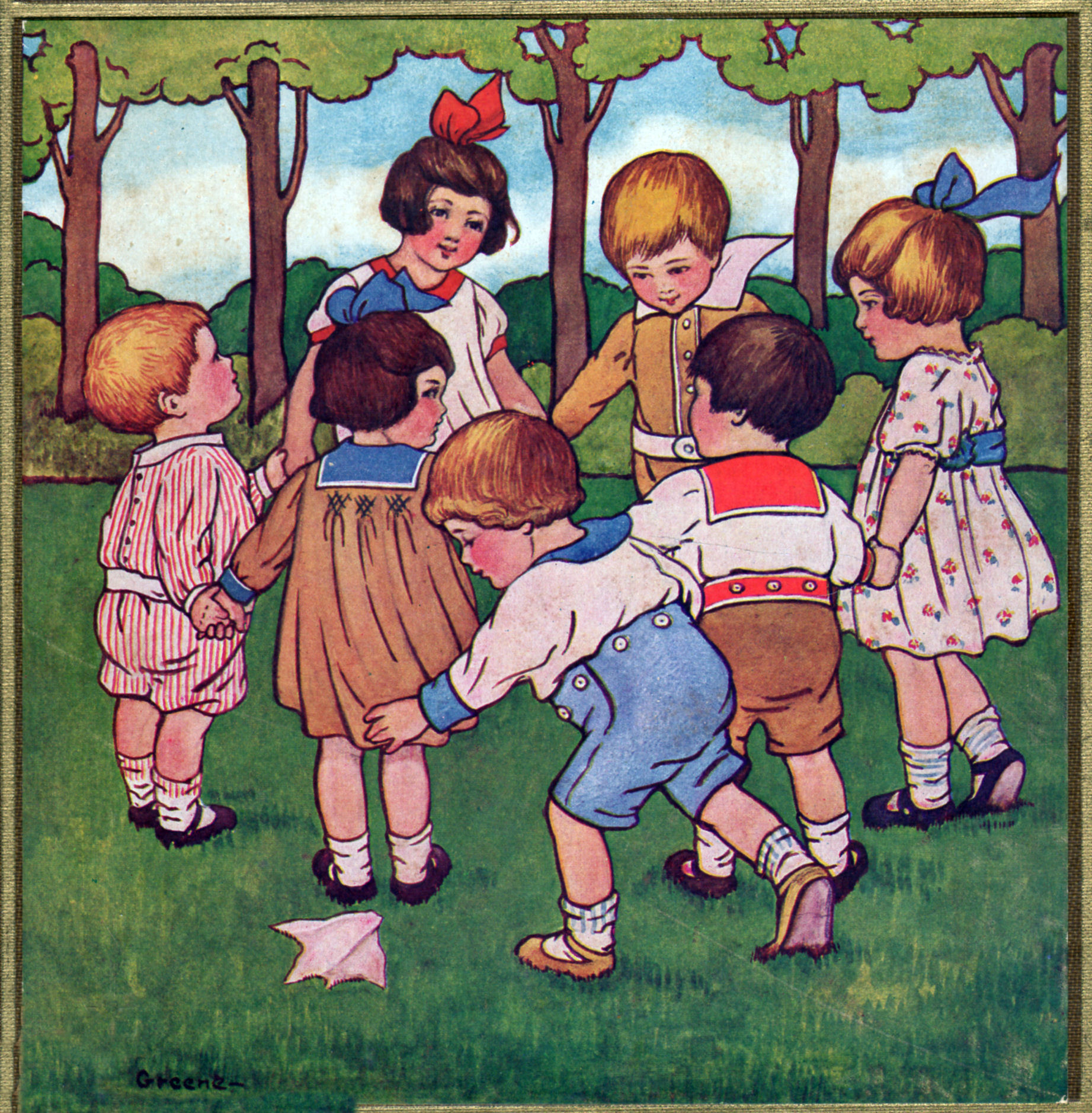
Ілюстрація до гри, опублікована в 1911 році

1. Формуємо коло. Всі гравці, крім одного, сідають на підлогу (або на стільці) по колу, обличчям до центру. Важливо, щоб відстань між ними була достатньою для того, щоб ведучий міг вільно пройти за їхніми спинами.
2. Ведучий з хустинкою. Один гравець стає ведучим. Він бере хустинку (або будь-який інший невеликий предмет, наприклад, шарф чи іграшку) і починає повільно ходити за спинами тих, хто сидить у колі.
3. Таємне підкидання. Ведучий ходить колом. Його завдання — непомітно, щоб ніхто не бачив, покласти хустинку за спину одного з гравців.
4. Пошук хустинки. Гравці, що сидять, не повинні озиратися тоді, коли ведучий у них за спиною. Коли ведучий покладе хустинку, він продовжує йти далі по колу, ніби нічого не сталося.
5. Реакція гравця. Той, за чиєю спиною опинилася хустинка, повинен якомога швидше це помітити, підняти її і почати наздоганяти ведучого.
6. Втеча ведучого. Ведучий тим часом намагається якнайшвидше пробігти по колу і зайняти порожнє місце, яке звільнилося після того, як гравець підняв хустинку.
7. Заміна ролей. Якщо гравець з хустинкою встигає доторкнутися до ведучого (саме доторкнутися, не стукнути!), перш ніж той займе місце, то ведучий лишається ведучим і гра починається спочатку. Якщо ж ведучий встигає зайняти місце, то новим ведучим стає той, хто підняв хустинку.
8. Нове коло. Гра триває, і ролі постійно змінюються, забезпечуючи динамічний ігровий процес.

## Варіації

### Качка, качка, гусак
У Англії група гравців сідає в коло обличчям всередину, а інший гравець, який грає роль ведучого, ходить по колу, постукуючи або показуючи на кожного гравця по черзі, називаючи його «качкою», доки не назве одного з них «гусаком», що означає, що обраний гравець — переслідувач. Переслідувач («гусак») встає і намагається торкнутися переслідуваного («гуску»), а переслідуваний намагається повернутися і сісти на те місце, де сидів переслідувач. Якщо переслідувачу це вдається, то переслідувач («гусак») стає вудучим і процес починається знову. Якщо переслідувач («гусак») торкається пведучого, то може повернутися на своє місце, а ведучий починає процес заново.
У версії гри, описаній британською фольклористкою Алісою Гомм у 1894 році, гравець торкається хустинкою плеча кожної людини в колі, примовляючи «не ти», «не ти», поки не дійде до потрібного переслідувача, кладе хустинку йому на плече і каже «але ти». Після цього ведучий біжить по зовнішній стороні кола, а його переслідує обраний. Як тільки переслідувач наздоганяє ведучого, він має право вивести його в центр кола і вимагати поцілунку. Після цього ведучий займає місце переслідувача в колі, а переслідувач стає ведучим наступного раунду. Гомм описує різні регіональні варіації: у Шропширі двоє гравців біжать у протилежних напрямках і змагаються, хто першим досягне стартової точки; у Лондоні переслідувачі в'ються і вислизають під стиснутими руками інших людей у кільці. Гомм описує Drop Handkerchief як варіант, в якому немає поцілунків. Вона також пов'язує її зі схожими іграми, такими як «Френч Джекі» та «Кіт за мишею».
Гомм припускає, що «поцілунок на колі», ймовірно, є реліктом найдавнішої форми шлюбу за вибором або відбором. На зміну звичаю кидати або надсилати рукавичку як сигнал виклику в цій грі, можливо, прийшла хустинка.

### Дейзі в долині
У варіації, описаній у книзі Емілі Роуз Берт «Розважатися легко» 1919 року, діти стоять у колі, взявшись за руки. Збирач маргариток обходить коло ззовні, промовляючи: «Маргаритка в долині, я тебе не обираю… Я тебе обираю».

### Качка, качка, сіра качка
«Качка, качка, сіра качка» — це варіація гри, в яку грають у більшій частині Міннесоти та деяких районах Вісконсина. Замість того, щоб кричати «гусак», щоб сигналізувати, який гравець має переслідувати збирача, той кричить «сіра качка!» або «качка, качка, сіра качка!». Ведучий може називати різні кольори або прикметники, наприклад, кажучи «зелена качка, фіолетова качка, жовта качка, груба качка, виноградна качка, сіра качка!». У деяких регіонах та варіаціях той, хто кличе, може змінити напрямок, у якому він бігає.

### Кап, кап, ляп
«Кап, кап, ляп» — це ще один варіант, у який грають діти переважно в теплішому кліматі. Один гравець, ведучий, ходить по колу з ємністю води та «капає» невелику кількість на голову кожної людини. Потім вони обирають когось у колі, щоб «лапнути» на нього всю ємність. Потім цей гравець намагатиметься торкнутися ведучого до того, як він сяде на місце гравця, на якого «ляпнули» ємність. Якщо ведучого впіймано, то він залишається вдучим на наступний раунд.